# 1949 no teatro

## Nascimentos
| Data          | Nome                      | Profissão                                                                 | Nacionalidade | Observações                            | Ref   |
| ------------- | ------------------------- | ------------------------------------------------------------------------- | ------------- | -------------------------------------- | ----- |
| 19 de janeiro | Juliana Carneiro da Cunha | atriz                                                                     | Brasil        |                                        |       |
| 22 de março   | Fanny Ardant              | atriz                                                                     | França        |                                        |       |
| 7 de abril    | Rui Ferreira de Sousa     | poeta, escritor, jornalista e dramaturgo                                  | Portugal      | Grande Prémio de Teatro Português 2004 | [ 1 ] |
| 18 de Abril   | Antônio Fagundes          | ator                                                                      | Brasil        |                                        |       |
| 29 de abril   | Luís Miguel Cintra        | ator e encenador                                                          | Portugal      |                                        |       |
| 9 de Outubro  | Maria Cláudia             | atriz                                                                     | Brasil        |                                        |       |
| ?             | Hélia Correia             | escritora e dramaturga                                                    | Portugal      |                                        |       |
| ?             | Nuno Júdice               | ensaísta, poeta e dramaturgo                                              | Portugal      |                                        |       |
| ?             | João Alfacinha da Silva   | escritor, jornalista, guionista para televisão, publicitário e dramaturgo | Portugal      | m. 2007                                |       |

## Mortes
| Data | Nome | Profissão | Nacionalidade | Observações | Ref |
| ---- | ---- | --------- | ------------- | ----------- | --- |